# 河合 (福井市)
河合（かわい）は、福井県福井市の地域。九頭竜ブロック(市北部・九頭竜川右岸)に属する。

## 人口
河合には2024年1月1日現在3657人が住んでおり、世帯数は1345世帯。そのうち男性が1767人、女性は1890人。